# República Popular de Moçambic
La República Popular de Moçambic (en portuguès: República Popular de Moçambique) va ser en Estat socialista d'Àfrica, existent entre 25 de juny de 1975 i l'u de desembre 1990, quan Moçambic va adoptar un sistema pluripartidista. La República Popular de Moçambic es va establir poc després que el país va obtenir la independència de Portugal el 1975 i el Frelimo va establir un estat de partit únic. Va ser dirigit per Samora Machel, que aviat va entrar en guerra civil amb la RENAMO, moviment guerriller finançat inicialment per la República de Rhodèsia (actual Zimbabwe), però més tard substituït per la  República de Sud-àfrica, que va recolzar i finançar el grup.
La República Popular de Moçambic va acabar amb estrets vincles amb el República Popular d'Angola i la Unió Soviètica, que aleshores eren estats comunistes. la república Popular de Moçambic també fou estat observador del Comecon.

## Història
En 1962 sorgeix el Front d'Alliberament de Moçambic (FRELIMO), una organització inspirada originalment en el comunisme que tenia com a objectiu la independència de Moçambic respecte a Portugal. Encara que en menor mesura que en altres colònies portugueses com Angola, el paper de la guerrilla del FRELIMO va ser determinant en la independència del país, proclamada en 1975 després d'anys de guerra contra el govern colonial portuguès.
Mentre que el FRELIMO lluitava pel poder les seves polítiques oficials no tenien precisió, però es basaven en idees progressistes com la construcció d'una nació unificada basada en la igualtat racial, l'alfabetització universal, i la potenciació de la dona. En els mesos previs a la independència, el FRELIMO havia consolidat la seva presència al sud i a les zones urbanes. Això es va fer a través de la tasca dels grups militants (grupos dinamizadores), que també incloïen moçambiquesos d'origen portuguès. El període anterior a la independència es va caracteritzar també per la revenja i judicis públics contra els membres del Frelimo que havien desviat de la línia del partit: "traïdors", "reaccionaris", i agents reals o sospitosos de la CIA o de la PIDE, l'agència de seguretat portuguesa.
Arran de la Revolució dels Clavells en la metròpoli portuguesa en 1974, les colònies portugueses d'Àfrica van començar un procés descolonitzador. A Moçambic, el Comitè Central del FRELIMO va adoptar la Constitució de la República Popular de Moçambic el 20 de juny, que establia que el poder pertanyia als obrers i camperols "units i dirigits pel FRELIMO i pels òrgans del poder popular". La independència del país va ser proclamada oficialment cinc dies més tard. Sota el nou sistema, el FRELIMO era oficialment la "força dirigent de l'Estat i de la societat," el President era automàticament president de la República, President de l'Assemblea del Poble, i, fins que el 1986 cap de govern. Moçambic tenia una economia planificada. L'Estat va reconèixer la propietat privada, però va declarar que "no pot ser utilitzada en contra dels interessos definits la constitució". El territori es va dividir en províncies dirigides per governadors nomenats pel president i governats "d'acord amb el FRELIMO i el govern." Els governadors tenien autoritat sobre els administradors del districte i els administradors del lloc. Samora Machel es va convertir en el primer president moçambiquès.
A l'octubre de 1975 el FRELIMO va crear Servicio Segurança Nacional Popular (SNASP) la policia política secreta amb la responsabilitat de "suprimir totes les activitats hostils a la revolució". El SNASP va rebre formació de la Stasi, els serveis secrets de la República Democràtica Alemanya.
Els primers mesos de la presidència de Samora Machel van ser marcats per una sèrie de mesures radicals: la terra, l'educació i la salut van ser nacionalitzades; tres estacions de ràdio foren prohibides i van ser reemplaçades per la ràdio estatal nacional; i la premsa va caure sota el control del govern i del partit. L'estat independent continuà la política d'aliança de FRELIMO amb els països comunistes, que considerava els seus "aliats naturals". Moçambic es va alinear amb l'anomenat "Bloc de l'Est", iniciant relacions diplomàtiques i tractats de cooperació amb l'URSS, Cuba i altres països socialistes, inclosos els d'Àfrica.
Després de la mort en misterioses circumstàncies de Samora Machel durant un viatge amb avió en 1986, accedeix a la presidència Joaquim Chissano, un altre dirigent del FRELIMO, que iniciaria el camí cap a una democràcia pluripartidista, culminant en 1994 amb la celebració d'eleccions, en les quals el FRELIMO va sortir vencedor.
El FRELIMO va experimentar, així mateix, un procés revisionista en el qual va abandonar els seus ideals comunistes per adoptar postures més socialdemòcrates. De fet, actualment el FRELIMO és un membre observador de la Internacional Socialista.

### Guerra civil
Des de la independència de Moçambic en 1975 fins a 1992, el país es va veure embolicat en una guerra civil entre el Govern comunista del FRELIMO i la guerrilla anticomunista de la Resistència Nacional de Moçambic (RENAMO), recolzada per la Sud-àfrica del apartheid. Després de la guerra i la instauració del pluripartidisme, la RENAMO es va convertir en el principal partit de l'oposició.